# The Essential Pavarotti II
The Essential Pavarotti II è una raccolta del tenore Luciano Pavarotti, uscita nel 1991, come continuo della prima raccolta "The Essential". Ha raggiunto varie classifiche, con un particolare successo in Europa.

## Tracce
1. Questa o quella – 1:49
2. Recondita armonia – 3:01
3. Brindisi: Libiamo, Ne' Lieti Calici – 2:50
4. Amor Ti Vieta – 1:50
5. Mi Batte Il Cor.... O Paradiso – 3:30
6. Se Quel Guerrier Io Fossi... Celeste Aida – 4:06
7. Ch'ella Mi Creda – 2:05
8. Donna Non Vidi Mai – 2:38
9. Pourquoi Me Réveiller – 3:05
10. O Soave Fanciulla – 4:15
11. Marechiare – 3:52
12. Ave Maria – 4:47
13. La Serenata – 2:12
14. Panis Angelicus – 4:00
15. In Un Palco Della Scala – 3:14
16. Caro Mio Ben – 3:03
17. Mamma – 3:34
18. Nessun dorma (Live version) – 3:10

## Classifiche

### Classifiche settimanali
| Classifica (1991-1992) | Posizione massima |
| ---------------------- | ----------------- |
| Europa                 | 10                |
| Irlanda                | 2                 |
| Norvegia               | 11                |
| Nuova Zelanda          | 31                |
| Regno Unito            | 1                 |

### Classifiche di fine anno
| Classifica (1991) | Posizione |
| ----------------- | --------- |
| Regno Unito       | 26        |